# AS Saint-Priest
Association Sportive de Saint Priest là một đội bóng đá Pháp được thành lập vào năm 1945. Đội có trụ sở tại Saint-Priest, Rhône, Pháp. Đội chơi tại Stade Jean Jaurès ở Saint-Priest, có sức chứa 3.000 người.

## liên kết ngoài
- Website chính thức (tiếng Pháp)
- Diễn đàn ủng hộ thánh Saint-Priest (tiếng Pháp)